# Un giorno di regno
Personnages
- Le chevalier Belfiore, sous le nom de Stanislas de Pologne (baryton)
- Le baron Kelbar (basse)
- La marquise del Poggio, jeune veuve, nièce du baron et amante du chevalier (soprano)
- Giulietta Kelbar, fille du baron et amante d'Edoardo (mezzo-soprano)
- Edoardo de Sanval, jeune officier (ténor)
- La Rocca, trésorier des états de Bretagne, oncle d'Edoardo (basse)
- Le comte Ivrea, commandant de Brest (ténor)
- Delmonte, écuyer du faux Stanislas (ténor)
- Servantes et serviteurs, vassaux du baron (chœur)

Airs
- « Compagnoni di Parigi...Verrà purtroppo il giorno » - Chevalier Belfiore - Acte I, Scène I
- « Grave a core innamorato...Se dee cader la vedova » - Marquise del Poggio - Acte I, Scène I
- « Non san quant'io nel petto...Non vo' quel vecchio » - Giulietta Kelbar - Acte I, Scène II
- « Pietoso al lungo pianto...Deh lasciate a un alma amante » - Edoardo – Acte II, Scène I
- « Si mostri a chi l'adora...Si, scordar saprò l'infido » - Marquise del Poggio - Acte II, Scène II

Un giorno di regno, detto anche Il finto Stanislao (Un jour de règne ou Le Faux Stanislas) est un opéra en deux actes de Giuseppe Verdi sur un livret en italien de Felice Romani, tiré de la pièce d'Alexandre-Vincent Pineux-Duval, Le Faux Stanislas.

## Genèse
Un début malheureux
C'est la première tentative du compositeur dans le domaine de l'opéra comique. Verdi, après l'heureux début d'Oberto, conte di San Bonifacio, se retrouve à devoir composer un opera buffa pour la saison de 1840. Dans un temps réduit, il doit écrire sur un vieux livret que Romani dépoussière  pour l'adapter à la musique. Pour Verdi c'est une période malheureuse : sa première épouse, Margherita Barezzi meurt pendant la composition.

## Création
La première a lieu au Teatro alla Scala de Milan le 5 septembre 1840.

### Distribution de la création
- Le chevalier Belfiore : Raffaele Ferlotti (baryton)
- Le baron Kelbar : Raffaele Scalese (basse)
- La marquise del Poggio : Antonietta Marini-Rainieri (soprano)
- Giulietta Kelbar : Luigia Abbadia (mezzo-soprano)
- Edoardo de Sanval : Lorenzo Salvi (ténor)
- La Rocca : Agostino Rovere (basse)
- Le comte Ivrea : Giuseppe Vaschetti (ténor)
- Delmonte : Napoleone Marconi (ténor)
- Orchestre et chœurs : Teatro alla Scala, Milan
- Maestro al cembalo : Giuseppe Verdi et Giacomo Panizza
- Chef de chœur : Giulio Granatelli
- Décors : Baldassarre Cavallotti et Domenico Menozzi

## Réception
L'opéra est un fiasco total et est retiré de l'affiche le soir même, la Scala décommandant les programmations restantes. Verdi qui était dans la fosse a donc entendu directement les réactions de l'assistance. Il a lui-même reconnu avec les critiques que l'échec était partiellement dû à sa situation personnelle. Mais la cause du fiasco tient aussi aux chanteurs qui n'étaient pas adaptés à leurs rôles. Verdi ne composera plus de comédie jusqu'à la fin de sa carrière et il faudra attendre  Falstaff pour voir le musicien obtenir un succès retentissant avec un opéra comique. D'autres représentations ont lieu cependant en Italie durant la vie de Verdi : Venise en 1845, Rome en 1846 et Naples en 1859.

## Argument
L'action se déroule au château de Kelbar en Bretagne près de Brest en 1733
L'histoire raconte l'aventure du monarque polonais, le roi Stanislas Leszczyński, qui se cache en raison d'une guerre de succession. Afin de regagner son trône légitime, il envoie un officier français, le chevalier Belfiore, au château du baron Kelbar, l'usurpateur. Le baron a récemment arrangé une alliance politique en cédant sa fille, Giulietta, à La Rocca, le trésorier des États de Bretagne, mais Giulietta préfère le neveu de La Rocca, Edoardo. Un autre projet de mariage peu désiré engage la nièce du baron, la marquise Poggio, une jeune veuve amoureuse de Belfiore qui n'a pas pu lui promettre de l'épouser malgré le fait qu'il l'aime. Le jour où le vrai roi regagne enfin son trône, le faux roi s'empresse d'empêcher le mariage arrangé de Giulietta. Cependant, il est étonné de voir la marquise en Bretagne pendant qu'elle-même s'étonne également de sa présence. Ils feignent mutuellement de ne pas se reconnaître et s'engagent dans une bataille d'esprit. L'enchevêtrement des intrigues est enfin résolu.

## Discographie
- Fiorenza Cossotto (La marquise del Poggio), Jessye Norman (Giulietta), José Carreras (Edoardo de Sanval), Ingvar Wixell (Le chevalier Belfiore), Ambrosian Singers, Royal Philharmonic Orchestra, Lamberto Gardelli (dir.) - Philips, 1974 (rééd. Philips Classics 2005)

### Sources et bibliographie
- (it + en) Istituto nazionale di studi verdiani
- (it) Portale Verdi
- Roland Mancini, Jean Cabourg (dir.), Ivan A. Alexandre et al. (trad. Yvelaine Duault), Guide des opéras de Verdi, Paris, Fayard, coll. « Les Indispensables de la musique », 1990 (ISBN 978-2-213-02409-7, OCLC 23058938), « Un giorno di regno », p. 32-44
- Patrick Favre-Tissot-Bonvoisin, " Giuseppe VERDI ", Bleu Nuit Éditeur, Paris, 2013.  (ISBN 978-2-35884-022-4)
- R. Harrewood, « Un giorno di regno » dans Tout l'opéra, de Monteverdi à nos jours (Kobbé), Robert Laffont, coll. Bouquins, 1993, pp. 354–356  (ISBN 2-221-07131-X)
- Piotr Kaminski, « Un giorno di regno » dans Mille et un opéras, Fayard, coll. Les Indispensables de la musique, Paris, 2004, p. 1567-1569  (ISBN 978-2-213-60017-8)